# Centro Ricerche Plast-Optica
Centro Ricerche Plast-Optica es un centro de investigacíón y desarrollo de Fiat Group creado en junio de 2002 en Udine, Italia. Dependiente y bajo el control del Centro Ricerche Fiat, se dedica a la investigación de ópticas y plásticos para sistemas de iluminación de automóviles y equipos. 
Sus avances son aplicados por el resto de empresas del grupo principalmente, por la filial de FIAT Groupe (FCA), Automotive Lighting.
Anteriormente Marelli / Automotive Lighting, (1999), terminaría de ser adquirida por Fiat al comprarle ésta el resto de lo que fuera el 50/50 accionarial conjunto de ambos fabricantes inicial a Bosch, segregándola Fiat de Marelli en 2002; y quedando está integrada en la sección del Centro Ricerque Fiat, (CRF).
El Centro Ricerche  Plast-Òptica Fiat, (dependiente de CRF); donde se encuentra englobada Automotive Lighting, posee un amplio bagaje histórico tecnológico (1899 - 2023) donde se han desarrollado e investigan, algunos de los más importantes sistemas de iluminación halógena, e iluminación LED; así como de sistemas láser para la conducción autónoma y de detección -  prevención anticipada, para la seguridad en la conducción diurna y nocturna; aplicables a nivel mundial en la industria automovilística.

## Áreas de investigación
- Equipos de comunicación óptica y visual.

- Micro y nanotecnología aplicada a los sistemas de iluminación.

- Técnicas de fabricación de materiales plásticos inyectados.

## Proyectos en los que colabora
El centro colabora con diversos programas de investigación de la Comisión Europea como son:
- SAPHIR para la fabricación segura de nanoestructuras.

- MULTIPRO mejora del procesamiento de materiales orgánicos multifuncionales.

- NanoModel sobre el modelado de nanoestructuras sobre polímeros.

- Orion para la optimización de materiales plásticos y tecnologías para celdas fotovoltaicas más eficientes.

- Cotech para la fabricación de microsistemas.